# Пропаща сила
пропаща сила — український інді-рок гурт з Києва, заснований у 2022 році. Виконує пісні українською та суржиком. 

## Історія
Гурт було сформовано у Києві в 2022 році. Учасники — вокаліст Коля Дудченко, гітарист Даніїл Горбенко, басист Оскар Магай та барабанщик Іван Лут.
Перший сингл «Вулиця» вийшов у 2023 році та здобув популярність в TikTok. У березні 2025 року гурт випустив дебютний альбом.
Станом на початок 2025 року найбільшу популярність здобули сингли «забуду» та «сирець».

## Стиль
Музика «пропащої сили» — це поєднання інді-року, постпанку та романтичної щирості. Гурт часто експериментує зі звучанням, але головним фокусом залишається емоційна складова. Тексти — чуттєві, іноді іронічні, часто з атмосферною подачею.

## Учасники
Учасниками гурту є:
- Коля Дудченко — вокал, гітара[2]
- Оскар Магай — бас
- Даніїл Горбенко — гітара
- Іван Лут — ударні

## Дискографія

### Альбоми
- 2025 — показники особистісного зросту

### Сингли
- 2023 — Вулиця
- 2023 — осінь 21 (містить треки забуду, супермаркет)
- 2024 — сирець
- 2024 — сусіди знизу

## Онлайн
- Spotify
- Instagram
- YouTube
- Wikidata